# Rudolf Pichoja
Rudolf Giermanowicz Pichoja, ros. Рудольф Германович Пихоя (ur. 1947 w miasteczku Polewskoj, obwód swierdłowski) – rosyjski profesor, historyk, archiwista, były dyrektor Państwowego Archiwum Federacji Rosyjskiej. 14 października 1992 roku jako specjalny wysłannik prezydenta Rosji Borysa Jelcyna przekazał prezydentowi RP Lechowi Wałęsie kopie dokumentów dotyczących zbrodni katyńskiej przechowywanych w tzw. „teczce specjalnej nr 1”, w tym kopię uchwały Biura Politycznego KC WKP(b) z 5 marca 1940 roku nakazującej dokonanie zbrodni na polskich jeńcach wojennych i więźniach (tzw. decyzja katyńska) oraz tzw. notatki Szelepina. Autor między innymi akademickiej syntezy historii aparatu władzy w Związku Radzieckim, publikacji pt. Советский союз. История власти. 1945–1991, 2000, wydanej również w Polsce.
Znany m.in. ze swoich opinii na temat stanu wojennego w Polsce. Jego zdaniem interwencja Armii Czerwonej nie była brana pod uwagę przez władze radzieckie, a domagała się jej wyłącznie strona polska – konkretnie Wojciech Jaruzelski. Pichoja utrzymuje także, że ostatecznie strona radziecka nie została poinformowana ani o decyzji o wprowadzeniu stanu wojennego, ani o planowanej dacie operacji.

## Publikacje w języku polskim
- Historia władzy w Związku Radzieckim 1945–1991, Wydawnictwo Naukowe PWN Warszawa 2011, ISBN 978-83-01-16721-9.

## Odznaczenia
7 kwietnia 2011 roku Prezydent RP Bronisław Komorowski odznaczył go Krzyżem Komandorskim Orderu Zasługi Rzeczypospolitej Polskiej za wybitne zasługi w upowszechnianiu prawdy katyńskiej.